# خورسند
خورسند یکی از شهرهای شهرستان شهربابک در استان کرمان میباشد.این شهر در ابتدا روستایی کوچک بوده که در سال ۱۳۸۸ به شهر تبدیل شده‌ است.جمعیت خورسند در سال ۱۳۹۰ برابر با ۵هزار نفر بوده‌ است.

## آب و هوا و اقلیم گرم وخشک
آب و هوای شهر خورسند نسبتاً معتدل است. تابستان‌های تقریباً خنک و زمستان‌های بسیار سردی دارد.

## ویژگی‌های جمعیتی
شهر خورسند دارای ۱۳هزار و ۳۲۲نفر در قالب دو هزار و ۸۹۱ خانوار است.

## فاصله تا شهربابک
فاصله این شهر تا شهربابک ۵۰۰ متر بوده و بوسیله میدان قائم از شهر شهربابک جدا می‌شود.